# Josh Owens
Joshua Colton Owens, detto Josh (Portsmouth, 7 dicembre 1988), è un ex cestista statunitense.

## Palmarès
- Campione NIT (2012)
- Coppa di Israele: 1

Hapoel Gerusalemme: 2018-2019